# آکیهیرو ناکامورا
آکیهیرو ناکامورا (انگلیسی: Akihiro Nakamura؛ زادهٔ ۲۳ اوت ۱۹۷۷) بازیکن فوتبال اهل ژاپن است.
از باشگاه‌هایی که در آن بازی کرده‌است می‌توان به باشگاه فوتبال تامپینس روفرز اشاره کرد.